# Santanell

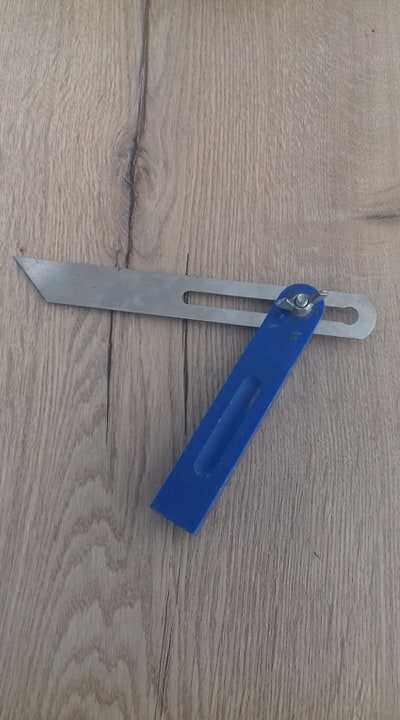
Santanell senzill

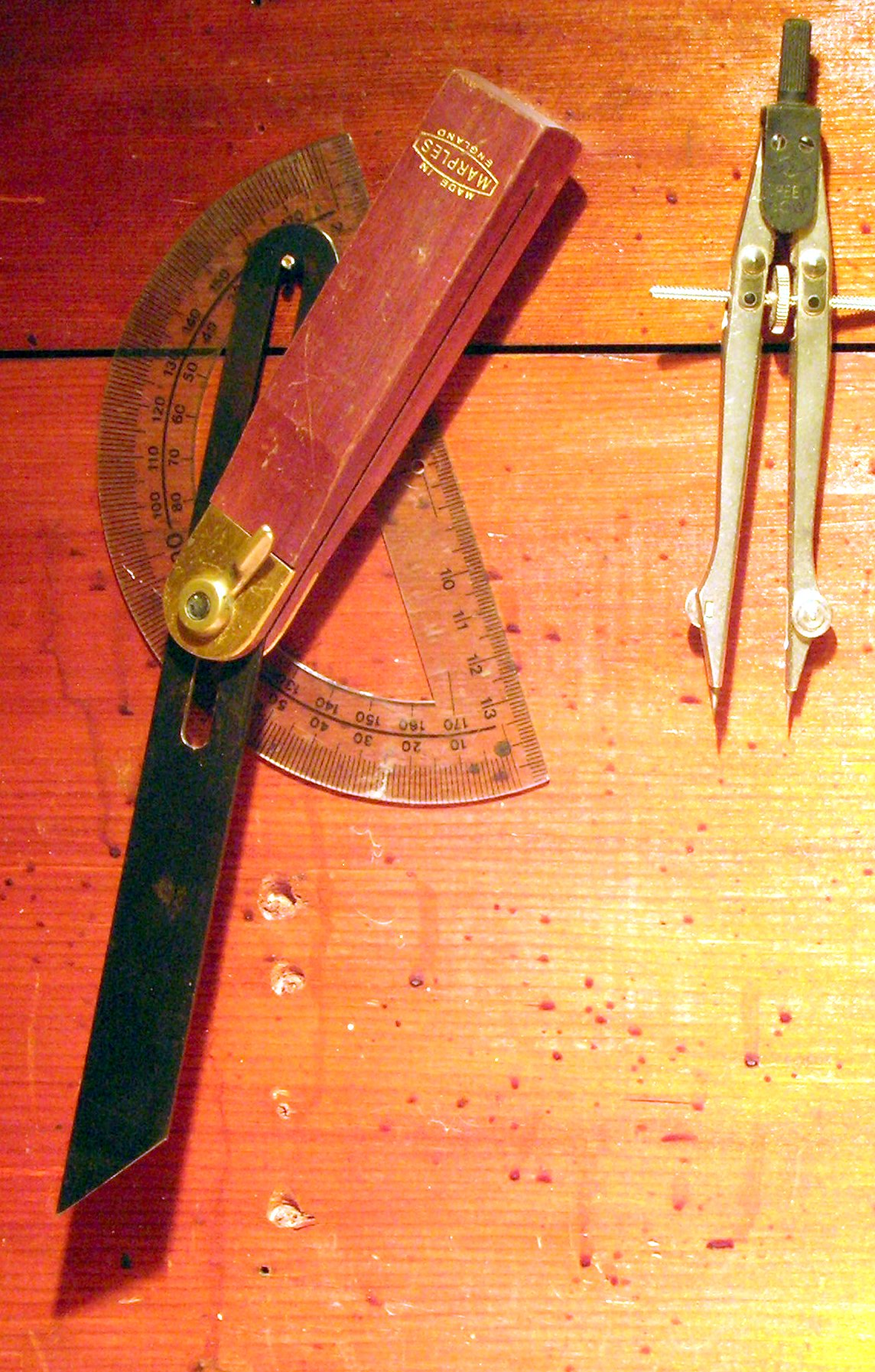
Sentenella amb cercle graduat.

El santanell és un objecte amb dos regles articulats utilitzat per a formar angles de qualsevol obertura. També rep els noms de saltarella, capserrat, sentenella, fals escaire o fals regle.
És una eina en forma d'escaire que permet de copiar angles mitjançant dos braços articulats que es poden immobilitzar. Per a mesurar l'angle en la peça original es col·loca el santanell amb els braços lliures sobre les superfícies l'angle de les quals interessa reproduir. Un cop ben situats cal immobilitzar els braços de la sentenella, que restaran marcant l'angle adequat. L'angle anterior es pot marcar o traçar en el material que calgui. Quan és l'eina de picapedrer és el xarxó. Un goniòmetre de fuster o de taller mecànic és una versió més complexa de la sentenella que inclou un sector de cercle graduat i la possibilitat de llegir el valor de l'angle mesurat.
S'utilitza en geometria o en construcció per a mesurar i traçar angles. En els paredats enqueixalats s'empra un model que té un braç més llarg, que fa 48 cm, i un de més curt, de 42 cm., que sol pesar 200 g fet de ferro. En la construcció a pedra seca, s'obre el capserrat sobre el buit on s'ha de col·locar una pedra, es transporta aquest angle al pedreny de què es disposa per tal de trobar la peça que, una vegada adobada, hi encaixi millor.